# Arhivarstvo na Slovenskem
Arhivarstvo na Slovenskem se ukvarja z razvojem arhivov kot ustanov in arhivske zakonodaje na področju Slovenije ter obravnava problematiko od zametkov prvih arhivov 1811 do Zakona o arhivskem gradivu in arhivih 1997.

## Razvoj arhivarstva na Slovenskem
Muzejska društva in muzeji so bile prve ustanove na Slovenskem, ki so zbirale gradivo. Leta 1811 je bil ustanovljen prvi deželni muzej za Štajersko v Gradcu, na Kranjskem pa leta 1821 Kranjski deželni muzej. Kranjski deželni muzej je že 1823 izdal poziv za zbiranje arhivskega gradiva. Od 1839 pa je delovalo tudi Muzejsko društvo za Kranjsko. Druge slovenske dežele pred drugo polovico 19. stoletja pa niso imele muzejev.

### Historična društva
Leta 1843 je bilo ustanovljeno Historično društvo za Notranjo Avstrijo, ki se je po letu 1848 razdelilo na deželna društva, po deželi pa se je razprostrla mreža poverjenikov (dekanov, duhovnikov, županov), ki naj bi pregledali čim več zasebnega gradiva.

### Deželni arhivi
Leto 1848 bilo je leto ustanovitve arhivov v vsaki deželi Habsburške monarhije. Arhivi so prevzeli gradivo uradov ukinjenih po Marčni revoluciji. Prvi je nastal na Moravskem, leta 1868 pa je bil ustanovljen Štajerski deželni arhiv v Gradcu.
Leta 1887 je bil ustanovljen Kranjski deželni arhiv, predhodnik današnjega Arhiva republike Slovenije, ki se je nahajal v dograjenem muzejskem poslopju Rudolfinum. Imel je dva osnovna fonda in dve zbirki: fond Deželnih stanov za Kranjsko, fond vicedomskega urada ter zbirko muzejskega in historičnega društva, ki sta bila kasneje združena v Collectanea ( kar je v 30. letih 20. stoletja uredil ljubljanski mestni arhivar Josip Mal). Kranjski deželni arhiv je v 80. letih prevzel precej zbirk fondov, ki so jih odkupili (npr. Erberški arhiv, ki je najbogatejši privatni arhiv), zapuščine, spise gospostev Bled, Škofja Loka, Kostanjevica …
1861 v Gorici je nastal Deželni muzej, arhiva pa niso dobili, saj ta še naprej gostuje v muzeju. Šele 1914 so dobili fond goriških deželnih stanov.
Leta 1904 so iz arhiva historičnega društva za Koroško na pobudo dežele ustanovil Koroški deželni arhiv, ki je dobil tudi fonda deželnih stanov in koroškega vicedoma.

### Državni arhivi
Predlogi za državne arhive so se pojavljali že od 60. letih 19. stoletja. Leta 1894 je avstrijski parlament obravnaval problematiko arhiviranja in sklenil ustanoviti mrežo državnih arhivov za gradivo državnih organov v mestih, kjer je bil sedež državne vlade.
Prvi arhiv, ki je bil ustanovljen na podlagi tega sklepa, je bil v Dalmaciji, nato v Zadru in nazadnje še v Gradcu, ki pa je bil leta 1925 združen z deželnim. V Ljubljani za ustanovitev državnega arhiva ni bilo prostora, v Trstu in Dubrovniku pa je ustanovitev preprečila prva svetovna vojna. Takrat so tudi gradivo je evakuirali na Dunaj.
Leta 1884 so ustanovili tudi t. i. Archivrat, nekakšen posvetovalni urad glede arhivskega gradiva za celotno monarhijo. Leta 1912 so razširili njegove pristojnosti tudi na zasebno gradivo. Leta 1900 je urad uvedel popisovanje zasebnih arhivov, leta 1904 pa je začel še objavljati inventarje, ki so jih izdelovali konzervatorji in korespondenti. Ti inventarji so v uporabi še danes.

### Lokalna raven
Primorje in istrska mesta so bila pod več stoletno beneško upravo urejena v komune. Ohranjene notarske knjige segajo v 13. stoletje. Mesta so ustanavljala svoje arhive v okviru mestnih knjižnic, kar se je do danes ohranilo v Trstu. V Piranu so ločili arhiv od pisarne, leta 1891 pa so združili arhiv z mestno knjižnico. Enako se je zgodilo v Kopru leta 1903.
V Mestnem arhivu Ljubljana je leta 1898 župan Ivan Hribar nastavil Antona Aškerca za prvega mestnega arhivarja, ki je uredil gradivo, predvsem računske knjige. Aškerc je bil zagovornik nerazbijanja gradiva. Po njegovi smrti leta 1912 ga je nasledil arhivar Zupančič.
Na Štajerskem je bilo v okviru zbirateljstva leta 1903 ustanovljeno Slovensko zgodovinsko društvo, neodvisno od Gradca. Skrbelo je, da je gradivo ostajalo na spodnjem Štajerskem. Arhiv, ki je deloval v okviru društvene knjižnice, je jedro današnjega Pokrajinskega muzeja Maribor.
Na Goriškem je leta 1910 ustanovljeno Slovensko muzejsko društvo za Goriško, vendar pa je leta 1915 gradivo izgubilo.
Za Slovence na Ogarskem sta pomembna arhiva v Zalaegerszegu in Szombathelyju.

### Škofijski in župnijski arhivi
Škofijski in župnijski arhivi pomembni za slovensko zgodovinopisje so se v Habsburški monarhiji nahajali v Ljubljani, Celovcu, ki je spadal pod krško škofijo, v Gorici, tržaško-koprski škofiji, lavantinski škofiji v Mariboru, sekovski škofiji v Gradcu in v Prekmurju s sedežem v Szombathelyju.
V drugi polovici 19. stoletja se je cerkev bolj posvetila skrbi urejanja arhivskega gradiva. 
V vsakem župnijskem arhivu je bila serija matičnih knjig. V avstrijskem delu monarhije so se morale hraniti obvezno od leta 1835, v Ogrskem pa že od 1828. Od leta 1835 so morale biti vse matične knjige prepisane in poslane v škofijske arhive. Cerkveni arhivi so pomembni tudi za šolstvo do 1869, ko je šolstvo podržavljeno.
Leta 1888 je začnel izhajati Zgodovinski zbornik kot priloga Škofijskega lista (do 1908). Leta 1908 pa je ljubljanska škofijska sinoda sprejela načela o škofijskih arhivih.

### Prva svetovna vojna
Škoda na arhivskem gradivu je nastala zlasti na Primorskem in v zaledju, kjer so gradivo premikali. Iz Gorice so listine prepeljali v Ljubljano in na Dunaj. 
Italijani so gradivo deželnih stanov prenesli v Firence, ostalo je le manjvredno gradivo. Na bojni črti je bilo gradivo uničeno (npr. v prafari Volče). V Tolminu je bil bogat arhiv rodbine Coronini, ki je bil evakuiran in je nato izginil. V Podgori pri Gorici je zgorel grad in uničeno je bilo gradivo rodbine Attems, izgubljena je bila tudi celotna muzejska zbirka.

### 1918 – 1941
V tem času ni bilo napredka v arhivistiki in arhivski zakonodaji. Deželni arhiv v Ljubljani je deloval do leta 1945 nespremenjeno. 
Osrednjo funkcijo v Kraljevini SHS je imel Beograjski državni arhiv. Leta 1920 je bil povišan državni arhiv še dubrovniški arhiv, 1923 pa tudi zagrebški arhiv. Istočasno so nastali še štirje novi državni arhivi: Skopje, Novi Sad, Ljubljana in Cetinje (zadnja dva sta obstajala že prej, državna sta postala samo po imenu). V sedmih državnih arhivih pa je bilo le malo zaposlenih, organizacija je bila slabo razvita.

### Druga svetovna vojna
V letih 1941 – 1945 je prišlo do uničenja velike količine arhivskega gradiva. Za to obdobje ločimo tri vrste uničenja:
- namerno (okupator, domačini)
- nenamerno (bombardiranje, selitve)
- nenamerno v skrbi za gradivo (Nemci so koncentrirali gradivo, zato je bilo marsikaj uničeno)

Nemci so slovensko ozemlje priključili rajhu in zaščitili arhivsko gradivo, ki se jim je zdelo zanimivo. Cerkvene matice so odnesli iz župnij in jih prenesli v Rodoslovni urad. Veliko židovskega gradiva je bilo uničenega. 
Matične knjige so bile oklestene in raztresene. Po vojni so mlajše matice prešle v matične urade, starejše pa v arhive. Veljal je nemški sistem arhivov po standardih Urada za arhive v Berlinu. 
Arhiva v Celovcu in Gradcu sta dobila nalogo kopičenja gradiva iz priključenih ozemelj. Gauarchiv, ki je bil preoblikovan deželni arhiv, je imel deželno skladišče v Mariboru in na Ptuju, v načrtu sta bili še skladišči v Celju in Brežicah. Na Gorenjskem je bila podružnica v Kranju. Nemci so zbirali predvsem cerkveno gradivo. 
S prihodom avstrijskih strokovnjakov so uvedli še nekaj pomembnih novosti. Na Ptuju je zgorel del inventarja ob bombardiranju. Mariborsko gradivo je bilo evakuirano, po vojni pa je bilo vrnjeno po zaslugi Pavla Blaznika. Berlinski urad je poslal v Jugoslavijo komandose, ki so zbirali gradivo v zvezi z okupacijo Bosna in Hercegovina Bosne in umorom nadvojvode Franca Ferdinanda. Odpeljano je bilo veliko gradiva iz Beograda in Sarajeva.
Italijani niso uvajali sprememb v organizaciji arhivov. Državni arhiv je še vedno deloval v okviru muzeja, mestni je tudi deloval naprej. Po letu 1944 so dragocenejše gradivo obeh arhivov skrili v klet in tako Italijani niso odpeljali nobenega gradiva, na Slovenskem pa je ostalo tudi veliko gradiva okupacijskih sil. Tega so sicer kasneje večinoma zasegli Nemci, nekaj pa tudi partizani na terenu.
Drugače je bilo v Julijski krajini, ki so jo Italijani smatrali za svojo. Leta 1940 je bilo iz Kopra odpeljano gradivo mestnega arhiva neznano kam in je še danes stvar polemike v strokovni javnosti kje se to gradivo nahaja. Gradivo pokrajinskega arhiva v Gorici, ki so ga leta 1944 želeli evakuirati Nemci, pa so slučajno našli v Trbižu.
Madžari niso uvedli posebnih sprememb. Odpeljali so sicer gradivo madžarskih posvetnih ustanov in celoten fond soboškega muzeja. Vendar so ga leta 1958 vrnili.
Uničenega je bilo veliko zasebnega gradiva (68 gradov so požgali partizani, 4 Nemci, 2 domobranci). Vojaštvo je bivalo po župniščih, kar je botrovalo uničenju župnijskega arhivskega gradiva. Javni arhivi so bili uničeni le v manjši meri. Ogromno gradiva pa je bilo uničenega v Nemčiji. Veliko gradiva so odpeljali tudi zavezniki, le malo pa vrnili.
Partizani so izdajali navodila za ohranjanje dokumentov važnih za Narodnoosvobodilno gibanje. Podlaga za današnjo organizacijo arhivov je leta 1944 ustanovljen Znanstveni inštitut pri SNOG, ki je deloval v Črnomlju in je zbiral gradivo civilnih in vojaških organov partizanskega gibanja ter okupatorskih arhivov. Leta 1945 je bila določena načelna zaščita arhivskega gradiva, ki jo je vseboval odlok o zaščiti kulturnih spomenikov.

### 1945 – 1966
Za to obdobje je značilen velik razvoj arhivov, arhivske zakonodaje in arhivistike kot vede.
Do leta 1966 gradivo iz prejšnjih obdobij ni imelo prave cene. Veliko gradiva je uničenega na lokalni ravni zaradi novih neizobraženih uradnikov in pomanjkanja papirja. Arhivi v Sloveniji so bili med najrazvitejšimi v Socialistična federativna republika Jugoslavija, a po organizacijski plati so zaostajali.
V Socialistična federativna republika Jugoslavija je bila vzpostavljena arhivska mreža s šestimi republiškimi in dvema pokrajinskima arhivoma. Slovenija je 1945 dobila Osrednji državni arhiv Slovenije (ODAS) in sicer v Narodnem muzeju, ki pokriva celotno slovensko ozemlje. To je bilo rojstvo prvega nacionalnega arhiva, ki je zajemal fonde ministrstev, uprav, direkcij in ukinjenih podjetij. 
Drugi hranilec gradiva je bil Federalni zbirni center pri Ministrstvu za prosveto LRS. Iz tega fonda je ogromno gradiva prešlo v zasebne roke in se kasneje prepordajalo ter porazgubilo. Vračanje "nakradenega" oziroma "nacionaliziranega" premoženja še danes (2010) ni zakonsko urejeno. Prelomnica je bilo leto 1953, ko se je ODAS preimenoval v Državni arhiv Slovenije in nazadnje v Arhiv Republike Slovenije. Takrat se je preselil na Zvezdarsko 1, kjer je še danes.
Leta 1950 je bil sprejet zvezni arhivski zakon za celotno Socialistična federativna republika Jugoslavija, ki je določal:
- da se mora ustanoviti Državni arhiv Jugoslavije za zvezne fonde
- da je celotno arhivsko gradivo pod varstvom države
- da je v vsaki republiki za arhivistično dejavnost pristojen republiški državni arhiv

Organizacijsko je bila arhivska stroka organizirana v arhivske svete, med katerimi je bil glavni svet v Beogradu. 
Izdajala se je revija Arhivist. Leta 1953 je bila ustanovljena Zveza arhivskih delavcev Jugoslavije, leta 1954 pa še Društvo arhivskih delavcev Slovenije.
Arhivsko omrežje je bilo na lokalni/regionalni ravni dolgo nerazvito. Dolgo časa je obstajal le Mestni arhiv Ljubljana, ki je postal leta 1950 samostojna enota. To je izjema, kajti zakon iz 1950 ni dopuščal regionalnih arhivov, izjemoma le mestne. Tako so bili v Socialistična federativna republika Jugoslavija arhivi po imenu mestni, po vsebini pa regionalni. 
Prvi arhiv, ki se je leta 1952 osamosvojil kot podružnica državnega, je bil mariborski arhiv. Nato pa je v 60. letih je prešel v pokrajinski arhiv.
Drugod so do leta 1954 nastavili arhivarje na okrajih, občinah in muzejih. Osnove teh arhivov so bile zbirke. V letih 1955/56 pa je prihajalo do osamosvojitve arhivskih zavodov. Na novo so nastali štirje mestni arhivi:
- Piran (za mesto)
- Ptuj (za okraj)
- Kranj (za okraj)
- Celje (za okraj)

Vendar pa je po letu 1956 prišlo do stagnacije, zastoja in finančne krize, saj naj bi arhive pričele ustanavljati občine. V Sloveniji pa je vseeno bila vzpostavljena zasilna podoba arhivskega omrežja, sicer odvisna od lokalnih razmer, kjer ni bilo neke enotne mreže in veliko ozemlja še vedno ni bilo pokritega. Marsikje so gradivo zbirali lokalni muzeji, a nestrokovno. 
Zasebnih arhivov po vojni, razen škofijskih, ni bilo. Skrb so večinoma posvečali t. i. specialnim arhivom, ki so pokrivali gradivo politično občutljivih področij.

### Od leta 1966
To obdobje je zaznamoval republiški arhivski zakon, ki je organiziral republiško arhivsko mrežo in uvedel temeljitejša načela za varstvo gradiva. Arhivsko dejavnost so opravljali arhivski zavodi. Arhiv republike Slovenije je zbiral fonde pomembne za republiko, enako pa so počneli tudi drugi zavodi (RTV Slovenija, univerzi). Določene so pristojnosti ARS. Za vse ostalo gradivo so bili pristojni regionalni arhivi, ki so zbirali vse, kar ni bilo v domeni republike/federacije.
Gibalo razvoja je postal SAS (Skupnost arhivov Slovenije), ki je bil ustanovljen leta 1966 in si je prizadeval za izgradnjo arhivske mreže. Imel je poseben hierarhično organiziran svet in je obvladoval stroko do začetka 80. let. Sklepi sveta so bili obvezujoči.
Prišlo je tudi do prizadevanja za razvoj arhivov po občinah. Do leta 1974 se je dokončno oblikovala današnja shema arhivov. Zadnji arhiv je nastal popolnoma na novo leta 1972 v Novi Gorici, ki je sodoben arhiv in hrani le najosnovnejše gradivo.

#### Specialni arhivi
Na republiški ravni je obstajalo pet specialnih arhivov:
1. Znanstveni inštitut pri SNOS je zbiral gradivo partizanskega gibanja, okupatorjev, tudi vojaško partizansko gradivo. Leta 1948 je bil ukinjen, gradivo pa se je preneslo v Muzej revolucije. Leta 1959 je prešel v specialni arhiv pri Inštitutu za zgodovino delavskega gibanja, od leta 1992 pa je priključen Arhivu republike Slovenije.
2. Arhiv CK ZKS je od leta 1949 hranil gradivo partijskih organov, zapuščine partijskih funkcionarjev pa tudi gradivo za predvojno partijsko zgodovino. Od leta 1992 je priključen Arhivu republike Slovenije. # Specialni arhiv Republiškega sekretariata za ljudsko obrambo (RSLO)
3. Specialni arhiv Republiškega sekretariata za teritorialno obrambo (RSTO)
4. Specialni arhiv Republiškega sekretariata za notranje zadeve (RSNZ) Pokrival je tri uprave: ljudsko milico, upravno varnost in državno varnost.

Gradivo iz vojnega časa je šlo tudi mimo arhivov, nastale so zbirke pri muzejih. Tudi Odbori zveze borcev so zbirali gradivo in ga izročali muzejom.
Na federalni ravni so obstajali specialni arhivi za ista področja kot na republiški:
1. Arhiv Zveznega sekretariata za zunanje zadeve
2. Arhiv Zveznega sekretariata za notranje zadeve
3. Arhiv oboroženih sil
4. Zgodovinski arhiv CK ZKJ
5. Arhiv spominskega centra Josipa Broza - Tita

Obstajali pa so še drugi specialni arhivi:
1. Arhiv RTV Slovenija ima svojo TV dokumentacijo
2. Beograjska Kinoteka (od leta 1949)
3. Filmski arhiv pri ARS (od leta 1968), ki je danes ena ozmed enot arhiva
4. Arhiv univerz z lastnimi arhivarji (od leta 1968)

Zasebne arhive imajo le verske skupnosti:
- Nadškofijski arhiv Ljubljana
- Škofijski arhiv Maribor
- Škofijski arhiv Koper

#### Roki za oddajo gradiva v arhive
Roki za izročitev so se raztezali od pet do trideset let.
- Zveza komunistov in sindikati so bili dolžni oddati gradivo v petih letih od nastanka.
- podjetja v desetih letih od nastanka.
- občine in republike v petnajstih letih od nastanka.
- sodišča in društva v tridesetih letih od nastanka.

### Osemdeseta leta
V 80. letih sta bila izvedena dva uspešna projekta:
1. Začela je izhajati strokovna literatura. Na republiški ravni je bila to arhivska periodika Arhivi (1978) in zbirka Viri (1980). Regionalni arhivi so začeli s svojimi izdajami (ZAL: Gradivo in razprave).
2. Prišlo je do obširnih izdajanj vodnikov in inventarjev, kar je v 80. letih postavilo temelje arhivskega izbraževanja na visokošolski ravni. Od leta 1978 se arhivistika predava na Oddelku za zgodovino Filozofske fakultete v Ljubljani.

Leta 1981 je Zakon o naravni in kulturni dediščini ponesrečeno združeval naravno, kulturno, premično in nepremično dediščino. Zato danes več ne velja. Dober pa je bil zaradi vrednotenja – valorizacije, saj je prišlo do prehoda od negativne k pozitivni valorizaciji. 
Ustanove so zdaj same odbirale gradivo za arhive. O ustvarjalcih, ki so bili obvezni oddati gradivo v ARS je odločala republika, za regionalne arhive pa je o ustvarjalcih odločala občina. Gradivo teh ustvarjalcev, ki so bili obvezni oddati svoje gradivo, so razglasili za kulturni spomenik.

### 1990 do danes
Če je arhivsko gradivo v Socialistični federativni republiki Jugoslaviji veljalo za družbeno lastnino, je z Ustavo republike Slovenije postalo zasebna lastnina. Kot posledica se je začelo postavljati vprašanje varstva zasebnega gradiva, kaj zasebno gradivo pravzaprav je in kako ravnati z doslej zaupnim gradivom.

#### Arhivski zakon iz 1997 (ZAGA)
Je zakon o arhivskem gradivu in arhivih, ki upošteva priporočila UNESC-a in EU za varstvo javnega in zasebnega gradiva. 
Tak zakon in spremembo arhivskega sistema je zahteval povečan pritisk na arhive glede izročanja ukinjenih uradi, družbeno političnih organizacij, državnih podjetij, ki so se deloma privatizirala, deloma so šla v stečaj. Povečalo se je tudi število uporabnikov, ki so želeli podatke vojnih zaplemb, denacionalizacije in vojne škode.
Ureditev po novem zakonu: varstvo, arhivska služba in celotno arhivsko gradivo velja za kulturni spomenik. Temelj zakona je lastnina (javni in zasebni arhivi), zmanjšano je število ustvarjalcev. Javnim arhivom gradivo izročajo le še javno-pravne osebe. Tako odpadejo društva, politične stranke in zasebna podjetja. Ministrstvo za kulturo izdaja seznam ustvarjalcev, od katerih se prevzema gradivo.

## Arhivske ustanove v Sloveniji
Državni arhiv:
- Arhiv Republike Slovenije

Regionalni arhivi:
- Zgodovinski arhiv Ljubljana
- Zgodovinski arhiv Celje
- Zgodovinski arhiv Ptuj
- Pokrajinski arhiv Koper
- Pokrajinski arhiv Maribor
- Pokrajinski arhiv Nova Gorica

Škofijski arhivi:
- Nadškofijski arhiv Ljubljana
- Škofijski arhiv Maribor
- Škofijski arhiv Koper

Zasebni arhiv:
- Studia Slovenica

## Vrste arhivskega in dokumentarnega gradiva
Obstajajo različne vrste gradiv, ki so se skozi čas dopolnjevale. Na podlagi tehnološkega razvoja so se začele pojavljati nove vrste gradiv, materialov za pisanje ter pisal.

### Materiali in pripomočki za pisanje in risanje
V Sloveniji so najstarejše listine (11. st.) zapisane na pergamentu, ki v 7. stoletju izpodrine papirus. Slabost pergamenta je predvsem cena, zato se uporablja selektivno. Papir se začne uveljavljati v 12. in 13. stoletju (v uradnem poslovanju), ko od Kitajcev pride k Arabcem, od tam pa do nas. Začetne metode izdelovanje papirja so zelo preproste (delajo ga iz krp), zato je starejši papir precej slabše kvalitete. Prva proizvodnja v našem prostoru sega v leto 1572, vendar pa se ni ohranila, zato se papir uvaža. V 18. stoletju se odpre papirnica v Radečah, v 19.stoletju pa se začne industrijska izdelava papirja, uveljavijo se novi standardi in formati papirja (meridian, imperial). Na Slovenskem se takrat odprejo papirnice v Goričanah in Vevčah. 20. stoletje zaznamuje predvsem mehanična reprodukcija spisov.
Prva pisala so ptičja peresa (8.st.), tinto pa so izdelovali iz hrasta, ki so mu dodajali kovine. V 16.stoletju se pojavi svinčnik. Prva kovinska peresa se pojavijo 1840 v Angliji, okrog 1950 pa kemični svinčniki. V razvoju poslovanja je pomemben tudi izum pisalnega stroja (1867), ki do konca 19.stoletja postane pomemben pripomoček pri poslovanju, razen pri uradnih knjigah, ki so še vedno vodene ročno. Po 1980 se začne uveljavljati računalnik.
Prva možnost razmnoževanja besedila se pojavi z izumom tiska v 15. stoletju. Uporabljajo se tudi indigo papir, hektograf/kromograf v drugi polovici 19.stoletja, ter ciklostil (tisk na podlagi vlage) - do 1970. Po 1960 ze začne uveljavljati tisk po fotografskem postopku. Zapisi na elektronskih nosilcih se pojavijo po drugi svetovni vojni (1944-izum prvega računalnika), na Slovenskem po letu 1960 - luknjane kartice, magnetni trak, od 1982 pa računalniki.

### Zvrsti arhivskega in dokumentarnega gradiva
Lahko jih delimo na več različnih načinov:
- Po obliki: listine, spisi, filmi, načrti.
- Po namenu: navadno sporočilo, pravna listina, zapisnik, račun.
- Specialno gradivo (po obliki in namenu): zemljiška knjiga, katastrska mapa, notarska knjiga, urbar.
- Glede na vrsto zapisa: jezikovno in nejezikovno.

#### Jezikovno gradivo
Jezikovno gradivo je gradivo, zapisano s črkami in besedami.
- Spisi: so vse, kar se v uradnem in poslovnem življenju zapiše. Vsak zapis, s katerim se začne, dopolni, prekine, konča, spremeni delo na področju poslovanja, imajo lahko priloge. Med spise vključujemo listine (zaključena pravna zadeva), zadeve (v uradnih zadevah), dosjeje, spise v pravosodju (posamezni dokumenti), gospodarski spisi. Oblastveni organi sprejemajo akte, nanje se obračajo stranke s prošnjami, vlogami - ti organi pisno komunicirajo s strankami. V pravosodju imamo tožbe in pritožbe, ter vse kar sodišča pošiljajo strankam; v gospodarstvu ponudbe, računi, garancijski listi, zapisniki o primopredaji. Gospodarsko gradivo se hitro uniči, zato je v arhivih manj ohranjenega.

Spisi so se ohranili v glavnem v kurzivi - pisavi za hitro pisanje, kjer oblika ni pomembna, pogosto se uporabljajo kratice, še posebej po izumu stenografije leta 1876 (malo ljudi danes še zna stenografirati, zato je tako gradivo težko berljivo). Z razvojem tehnologije se pojavita pisalni stroj in računalnik. 
V spisih se pogosto zahteva formalna pravilnost, zato se strani večkrat ponavljajo. Pri pravnem jeziku je potrebno poudariti, da se pravni pojmi s časom spreminjajo, na Slovenskem se uveljavljajo nove besede, ki izpodrivajo hrvatizme in tuje besede.
Državno pravništvo (izraz iz začetka 20.st.) → Tožilstvo (izraz danes)
Spisi so v obliki nevezanega lista, obsežnejši so tudi vezani (še posebej v sodnih postopkih). Imajo predpisano obliko, ki se najprej uveljavi pri javnih listinah (jih izdajajo vladarji, javni organi - odločbe, sodbe, delovna knjižica, indeksi, osebna izkaznica, potni list). Javne listine so vedno overjene in potrjene. V 19.stoletju iz javnih listin oblika preide na spise med uradi, potem pa še na posameznike. Spis ima dve stopnji obdelave (koncept/osnutek besedila, ki vsebuje prostor za revizijo), ter čistopis. Glede na izvor pa poznamo originale in prepise - kopija, ki ostane pri pošiljatelju, je včasih overjena s pečatom - VIDIMUS (indeks, rojstni list).
- Evidence: nastanejo, ko je treba o določenih dejstvih zbirati podatke na enem mestu. Imajo obliko knjige (so sestavljene iz več listov-pol). So iz glavnega in pomožnega dela, ter imajo lahko priloge (pogodbe). Mednje uvrščamo računske knjige zemljiških gospostev in samostanov, notarske knjige, trgovske knjige, mitninske knjige (slabše ohranjene, ker so zasebne).

Po zvrsti ločimo javne in zasebne evidence.
- Javne evidence: beležijo pomembna dejstva, ki so v interesu vseh. Vodijo jih oblastveni organi, ali institucije z državnimi pooblastili.

Matične knjige (javne od leta 1784)
Volilni imeniki (ime, priimek, bivališče prebivalca)
Evidence dohodkov - služijo za izračun davkov (npr. imenjske knjige, ki popisujejo zemljiška gospostva)
Evidence nepremičnin, namenjene odmeri davkov - terezijanski, jožefinski, franciscejski kataster; zemljiška knjiga (namenjena pravnemu prometu z nepremičninami, vsebuje glavno knjigo in priloge)
Policijske evidence sodijo med javne in nejavne. Redko pridejo v arhive, ker se ob menjavi režima uničijo (gestapovske, komunistične evidence)
Zdravstvene evidence
Službene evidence
V prvi polovici 19.stoletja se uvedejo registri podjetij, zadrug in obrtni registri. Vpisan je vsak podjetnik - kje izvaja dejavnost, kakšen poklic ima, koncesije, ipd. V drugi polovici 19.stoletja se pojavijo društveni registri (za Kranjsko), danes pa poznamo evidence avtomobilov, ladij, letal.
- Zasebne evidence so evidence internega značaja.

Urbarji - jih vodi zemljiško gospostvo, v njem so zapisane dajatve kmetov (na Slovenskem do 1848)
Računovodske evidence - jih država zapove trgovcem v 18.stoletju, so pa že tudi prej. Npr. pri ohranjena je evidenca tržaškega pomorskega prometa (18.st.)
Mlajše evidence - npr. knjige gostov v zdraviliščih, ipd.

#### Nejezikovno gradivo
Sem sodi gradivo nejezikovnega tipa:
- Slike (objektov, predmetov) - so najmanj zastopane v arhivih, večina jih je v galerijah
- Risbe - v to kategorijo lahko prištevamo skice (približne upodobitve, npr. vedute krajev in mest; upodobitve na bakrorezih - Valvasor, tudi tehnične skice in načrti, portreti)
- Načrti - natančne upodobitve v manjšem razmerju (npr. kataster 1:2880).
- Karte - natančne upodobitve v velikem razmerju (meteorološke, topografske karte 1:10000).
- Posneto gradivo - se začne z izumom fotografije leta 1839, na Slovenskem se po letu 1860 začne uporaba negativov. Prvi masovni vizuelni medij je stereoskop, ki omogoča gledanje več fotografij naenkrat (izpodrine ga projektor). Konec 19.stoletja se na Slovenskem pojavi velik razmah fotografije, še posebej preko uporabe razglednic. 1905 izumijo barvno fotografijo (barvna steklena plošča), Filmski trak se prvič pojavi leta 1889, filmska kamera 1895, barvni film pa 1936.

Fotografije - so pomemben vir o ljudeh, okolju, včasih pa tudi edini zgodovinski vir. Pri raziskovalcih so zelo popularne aero fotografije (vojaške fotografije), pa tudi fotografski posnetki satelitov.
Zvočni posnetki - prvi zapis zvoka je bil narejen na fonografski valj, 1877 (Edison), na podlagi tega pa gramofon, ki se obdrži v uporabi do 1980. Tonski zapis je bil v začetni razvojni fazi unikat, ki se ga ni dalo presnemavati.
V Sloveniji zelo dolgo ni lastnega založnika gramofonskih plošč (dolgo je to zagrebški Jugoton). Prvi radio v Sloveniji se pojavi 1928 (Radio Ljubljana) - predvajanje posnetkov v živo in prek gramofonskih plošč.
Od 1927 se zvok začenja snemati tudi na filmski trak, iz česar nastane magnetofon (na Slovenskem v širši uporabi po letu 1950), kot predhodnik kasetofona. Z magnetofonom se je snemalo veliko gradiva (parlamentarne razprave, policijsko gradivo, ipd.).
Filmi - so vir, ki ne laže. V 20.stoletju se uporablja kot manipulativno sredstvo (za prevzgojo državljanov). Na Slovenskem je bil leta 1899 posnet prvi film Ljubljane, večina ostalih najstarejših filmov pa je amaterskih in nemih. Leta 1948 je bil posnet prvi zvočni film (Na svoji zemlji, 1948), prvi celovečerni barvni film pa je Kekec (1963). Prvi TV program se pojavi 1935 v Berlinu, 1936 že snemajo olimpijske igre v Berlinu. Na Slovenskem se prvi TV program pojavi 1958 (RTV Ljubljana, ki se vklaplja v okvir jugoslovanske RTV).
Radio in TV hiše gradivo hranijo same, oddajajo samo pisano gradivo. Od filmskih arhivov sta v Sloveniji nacionalna kinoteka, ter Arhiv Republike Slovenije, v katerega mora biti oddana kopija vsakega filma, narejenega v Sloveniji.
Prenašanje informacij na daljavo - prenašajo se predvsem jezikovne informacije, podlaga so izumi telegrafije (1807), telefona (1876), ki je velik izziv za arhivsko stroko, saj o pogovorih ni zapisov, telefaks - omeji pisanje pisem, ter elektronska pošta.

## Pisave in jeziki
Ker Slovenija teritorialno stoji na področju, kjer so se zgodovinsko križali različni interesi, se to izraža tudi v raznolikosti pisav in jezikov v gradivu, ki ga hranijo arhivi.

### Pisave arhivskega gradiva
Na Slovenskem se v gradivu pojavljajo 4 različne pisave:
- Hebrejščina: vezana na židovsko skupnost (na Slovenskem izgnani v 15. in 16. stoletju, ohranijo se v Prekmurju, ki je bilo del Ogrske).
- Latinica: se je skozi stoletja razvijala in spreminjala, zato obstaja več različic te pisave.
  - Karolinška minuskula (9.-12.st.): v njej so napisana nekatera najstarejša besedila, npr. Brižinski spomeniki, Rateški-celovški rokopis (14.st.), Stiški rokopis (15.st.).
  - Gotica: v njej je zapisana večina srednjeveških zapisov na Slovenskem.
  - Humanistika: sodobna pisava, v uporabi od 17. stoletja. Nemški svet humanistike ne prevzame, in ponekod še do 20.stoletja uporabljajo gotico.
- Glagolica: je pisava iz 9. stoletja (avtor Sv.Ciril). na Slovenskem je bila prisotna na področju glagoljaškega bogoslužja - na primorskem (v Kopru 1710-1828), pri hrvatih južno od Kolpe (listine, pravna besedila - Vinodolski zakon), ter pri primorskih hrvatih (Krk, Hvar). V 20. stoletju uporaba te pisave zamre. V Sloveniji je gradivo v tej pisavi v obliki listin, zapisov koprskih frančiškanov, matične knjige (Hrastovlje). Za 16. in 17. stoletje so ohranjena tudi pisma iz vojne krajine. Nekaj tega gradiva je dostopnega v hrvaških arhivih, kamor je bilo prenešeno po drugi svetovni vojni.
- Cirilica: Uporabljata jo srbska in makedonska pravoslavna cerkev v Sloveniji.

### Jeziki arhivskega gradiva
Na območju sedanje Slovenije je bilo do zdaj osem uradnih jezikov. V gradivu se uporabljajo tako notranji (državni organi, inštitucije), kot zunanji uradni jezik (namenjen objavam, na Slovenskem npr. italijanski in madžarski).
- Latinščina: se uporablja pretežno v gradivu do 13. stoletja, ko začne izgubljati uporabo v državni upravi, ohrani se v cerkvi in znanosti. Do 18. stoletja ostane jezik gimnazij in licejev. Kot uradni jezik se ohrani na Ogrskem do 1836, na Hrvaškem pa do 1847.
- Nemščina: nemščina se na Slovenskem začne pojavljati okrog leta 1280 v listinah. 1784 postane uradni jezik avstrijske monarhije, notranji ustni uradni jezik pa ostane slovenski. na Slovenskem se uporablja vse do leta 1918.
- Italijanščina: na našem prostoru se pojavlja predvsem v gradivu s področja goriško-gradiške grofije, Trsta in Istre (deljena na beneško in avstrijsko). V 16. stoletju latinščino v beneški Istri zamenja italijanščina, v avstrijski pa nemščina (kjer jo leta 1725 izpodrine italijanščina), in se širi tudi v druge slovenske dežele. Ima primat v trgovini in kulturi (gledališče, glasba). Ko 1797 beneška Istra postane del Avstrije, italijanščina ostane.
- Madžarščina: je na Slovenskem v uporabi v Prekmurju, kjer se latinščina ohrani do 19. stoletja. Po letu 1851 se uporablja nemščina, po 1867 pa se madžarščina nasilno uvaja, zatira se slovenščina.
- Francoščina: se na Slovenskem uporablja v času Ilirskih provinc, predvsem na višjem upravnem nivoju (kombinira se z italijanščino).
- Srbohrvaščina: največ se uporablja v letih 1918-1941, po 1945 v vojski.
- Angleščina: 1945-1951 se uporablja v okupiranem ozemlju (cona A STO, cono B je upravljala Jugoslavija).